# تیرکرت
تیرکرت، روستایی از توابع بخش کرچمبو شهرستان بوئین و میاندشت در استان اصفهان ایران است.

## مردم
مردم این روستا به زبان ترکی سخن می گویند

## جمعیت
این روستا در دهستان کرچمبو جنوبی قرار دارد و براساس سرشماری مرکز آمار ایران در سال ۱۳۸۵، جمعیت آن ۲۵۰ نفر (۴۵خانوار) بوده‌است.